# بني شعيب (ملحان)

تعديل مصدري - تعديل

بني شعيب هي إحدى قرى عزلة بني وهب بمديرية ملحان التابعة لمحافظة المحويت، بلغ تعداد سكانها 292 نسمة حسب تعداد اليمن لعام 2004.